# Pietre dure

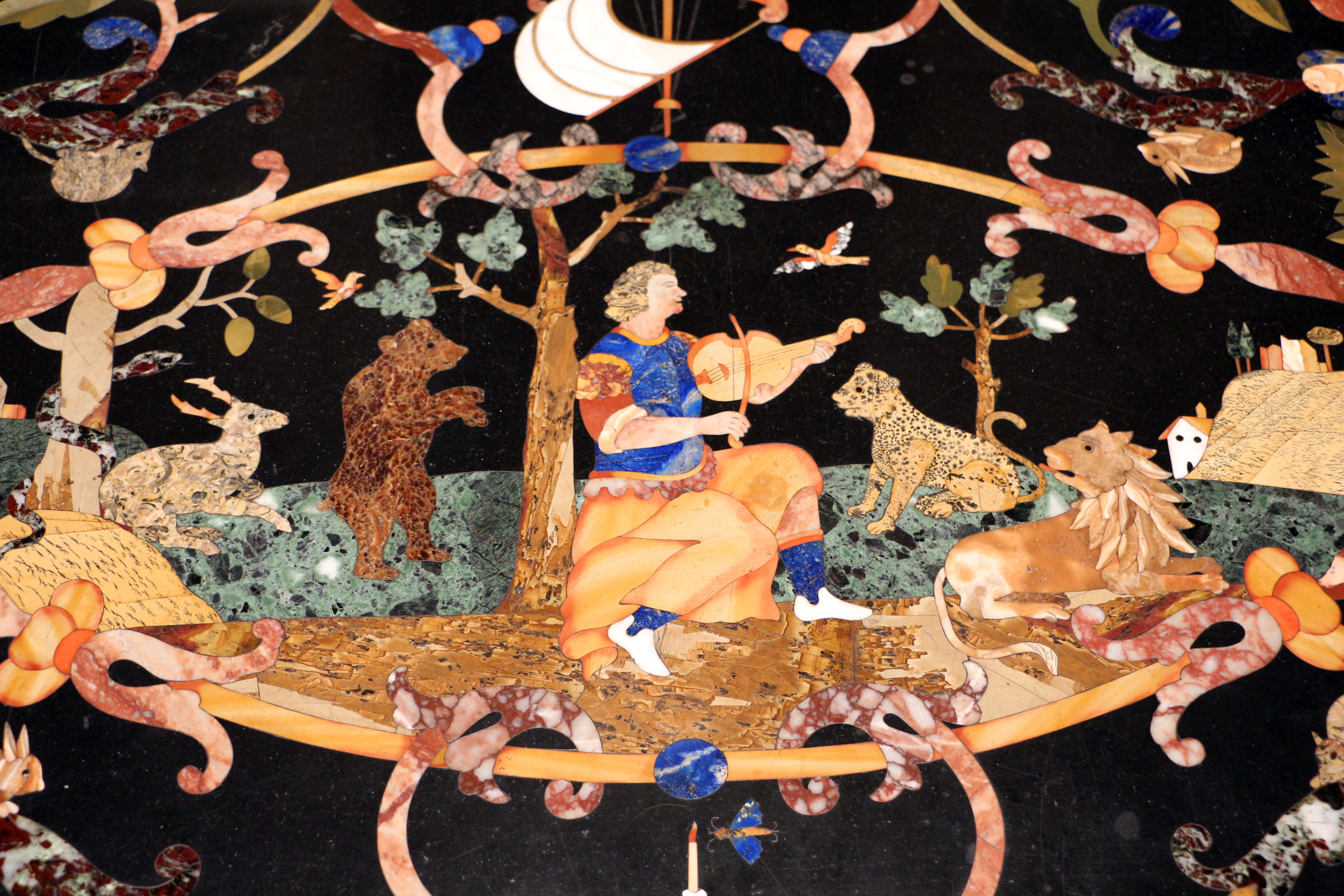
Orfeo tra gli animali, particolare di un ripiano lavorato a Firenze nel XVII-XVIII secolo, Venezia, Ca' Rezzonico

Pietra dura, o pietre dure, o anche parchin kari nell'Asia meridionale, è un termine usato per indicare una tecnica di taglio e composizione di pietre allo scopo di creare delle immagini. È considerata un'arte decorativa. 
Vengono usate diversi tipi di pietre per creare le composizioni, soprattutto marmi colorati e altre pietre semi-preziose (talvolta anche preziose), per lo più opache e caratterizzate da una durezza superiore a 6 nella scala di Mohs, a cui possono aggiungersi talvolta materiali organici come la madreperla, il corallo o l'ebano. Questa tecnica, derivata dall'opus sectile romano, emerse a Roma nel XVI secolo ma raggiunse la piena maturità a Firenze, col cosiddetto commesso (o mosaico) fiorentino. Più o meno negli stessi secoli questa tecnica visse un periodo di splendore anche in India, come testimoniano i notevoli pannelli decorativi di monumenti Mogul, come il Taj Mahal o il Forte di Agra. 
In generale, le immagini ottenute sono a superficie liscia benché esistano esemplari di pietra dura lavorate a bassorilievo.
La tecnica è tuttora usata per lavorazioni artigianali di prestigio. Un esempio recente di estesa decorazione a pietre dure si può segnale in alcuni ambienti della Grande moschea di Abu Dhabi.